# Plinio Corrêa de Oliveira
Plinio Corrêa de Oliveira (São Paulo, 13 de diciembre de 1908-3 de octubre de 1995) fue un político, periodista y escritor conservador brasileño, fundador e ideólogo de Tradición, Familia y Propiedad, movimiento católico tradicionalista.

## Biografía
Nació el 13 de diciembre de 1908, en el seno de una familia paulista brasileña (João Paulo y Lucilia Corrêa de Oliveira) —pertenecían a la clase tradicional de paulistas de los que usualmente se dice que tienen “cuatrocientos años”, es decir, provenían de los fundadores o primeros pobladores de la ciudad de São Paulo—, militó en las Juventudes Católicas, y tras licenciarse comenzó su carrera política en la Liga Electoral Católica. Fue elegido a los 22 años diputado a la Asamblea Constituyente de 1932 en la lista de la LEC. Fundó la sede paulista de la Acción Católica, y fue catedrático en varios institutos universitarios vinculados a la Iglesia católica, entre ellos la Facultad de Filosofía, Ciencias y Letras São Bento,[cita requerida] en el Instituto Sedes Sapientiae, y en la Pontificia Universidad Católica de São Paulo.
Ya desde su juventud se sintió atraído, de acuerdo con sus propias afirmaciones, por los elementos orgánicos jerárquicos de lo que los revolucionarios franceses designaban peyorativamente Ancien Régime monárquico europeo. Entre 1935 y 1947 dio amplia publicidad a su ideario anticomunista en el semanario Legionário, órgano de la Congregación Mariana de Santa Cecilia, conocido en la época como el  "órgano oficioso de la arquidiócesis paulista". En él abogaba por el combate contra el comunismo marxista, la proscripción de los partidos de tendencia socialista, la defensa del derecho natural a la propiedad privada y la restauración de las instituciones políticas y familiares tradicionales

Plinio Corrêa de Oliveira.1942

A partir de 1951 publicaría también en la revista mensual Catolicismo.
En 1960 fundó la Sociedade Brasileira de Defesa da Tradição, Família e Propriedade. Alineado, en un principio, con el arzobispo tradicionalista Marcel Lefebvre, como lo diría en sus escritos Elena C. Scirica "Cercanos pero separados" pues eran dos propuestas católicas contrarrevolucionarias en los años sesenta, con sumas diferencias. Poco antes, en 1959, había visto la luz su obra principal, Revolución y Contrarrevolución, en el que explica la tarea de restauración de la fe católica, dañada por el énfasis moderno en la libertad. La TFP se organizó en torno a la devoción mariana, especialmente en la advocación de la Virgen de Fátima, quien en sus apariciones predijo la situación del mundo con señales y prodigios[cita requerida]. La TFP nacería también en varios países de América, Europa y otros lugares del mundo, pero como entidades autónomas. O Círculo de Estudos Sociais Vector se inspirou em seus escritos.
El 1 de febrero de 1975, de acuerdo con fuentes de la TFP, Corrêa de Oliveira se ofreció públicamente en una sesión de plegaria como "víctima expiatoria" en reparación por los pecados de la Iglesia; el 3 de febrero (dos días después) resultó herido gravemente en un terrible accidente automovilístico, consecuencias físicas que sufrió hasta el final de sus días. En 1984 y 1985 su popularidad sufrió duros reveses, tras la falsa acusación a la filial venezolana de la TFP por supuesto secuestro de jóvenes. Fue un célebre, embrollado y politizado caso, en el que finalmente la justicia venezolana absolvió definitivamente con veredicto firme a la TFP, el 15 de mayo de 1986.
El 18 de abril de 1985, inexplicablemente la asamblea nacional de obispos del Brasil afirmó que la TFP no gozaba de completa comunión con la Conferencia Nacional de los Obispos de Brasil (CNBB), y exhortó a la feligresía brasileña a no colaborar ni afiliarse a la organización, a pesar de que la Santa Sede envió carta de agradecimiento por su lucha a favor de los principios cristianos y en pro de la Iglesia Católica, mostrando así la distancia existente entre dichos obispos brasileños y el Papa.
Murió el 3 de octubre de 1995, a los 87 años de edad, reconociéndose hasta el último momento como Católico, Apostólico y Plenamente Romano.